# イリヤ・ルコベル
イリヤ・ルコベル（Ilya Rukober、1990年10月10日 - ）は、ロシアのモスクワ出身のプロレスラー。現在はイリヤ・ドラグノフ（Ilja Dragunov）のリングネームで活動。
ロシア語表記だと、Илья́ Руко́бер、ローマ字表記だと、Ilʹya Rukober となる。

## 来歴

### プログレスリング
2018年5月14日のスーパーストロングスタイル 16でピート・ダンと試合。10月1日、デビュー戦はダンと対戦するも敗北に終わった。
2019年、ティモシー・サッチャーに勝利。スーパーストロングスタイル16の第1夜、最初のラウンドでクリス・ブルックスを破った。2夜目に準々決勝でトレバー・リーを破り、3夜目には準決勝でデヴィット・スターとトラビス・バンクスとのスリーウェイ・エリミネーションマッチに参加したが、敗北。その後もジョーダン・デブリンを破った。

### WWE
2019年1月WWEと契約し、NXT UKに出場することが報告された。

### NXT UK
5月15日デビューし、ジャック・スターズを破った。6月12日、ジョセフ・コナーズを破った。7月10日、アシュトン・スミスを破った。8月15日、カシアス・オーノに敗れた。8月31日、 NXT UKテイクオーバー：カーディフで、セザーロへのチャレンジをした。
10月17日、サクソン・ハクスリーを破った。11月28日、ガルスと共にインペリウムと対戦し、勝利。

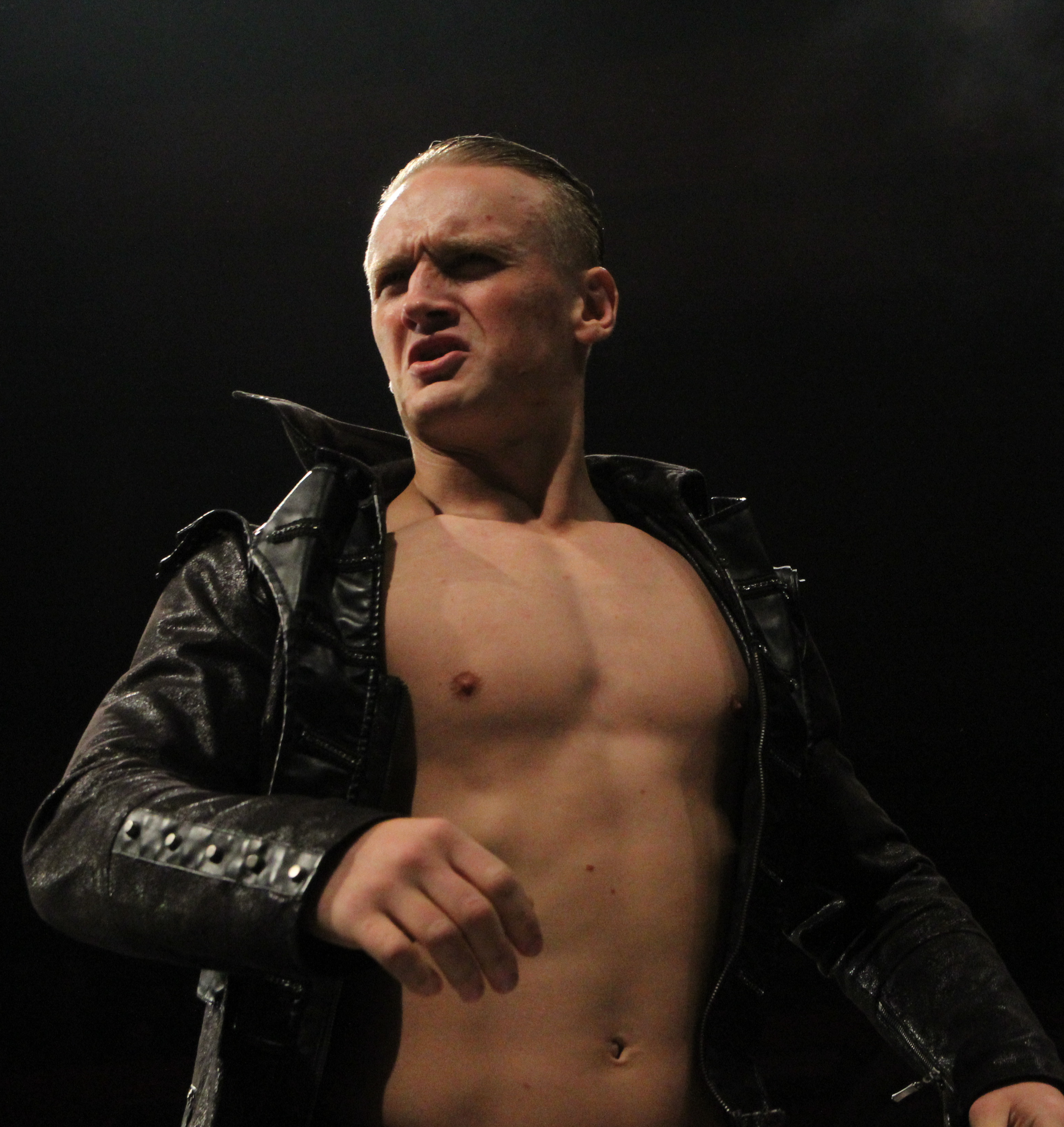
2020年のドラグノフ

2020年1月2日、アレクサンダー・ウルフを破った。

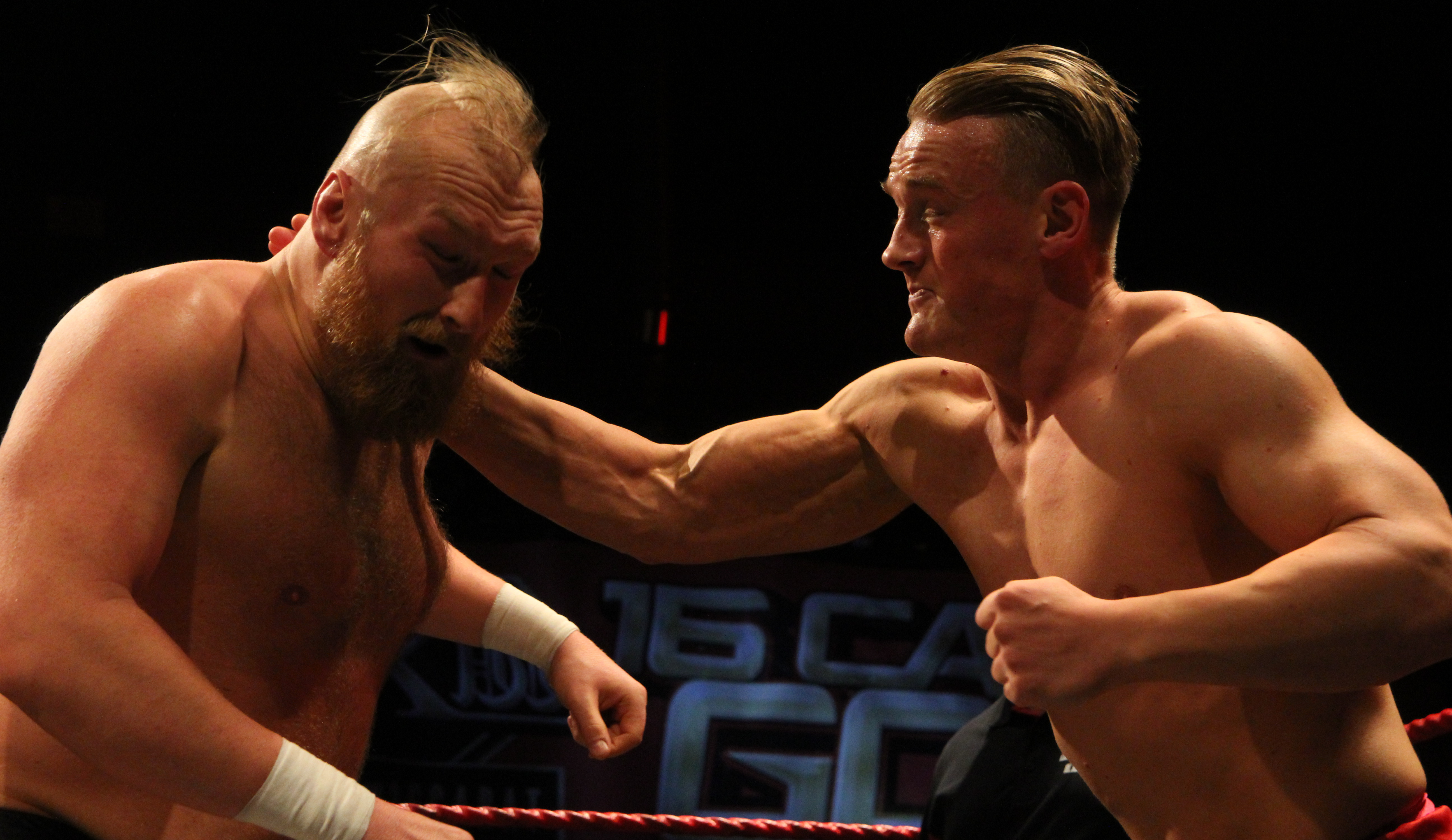
アレクサンダー・ウルフと対戦するドラグノフ

2月20日、ジョー・コフィーと対戦し勝利。4月2日、20人のバトル ロイヤルに勝利し、 NXT UK王座への挑戦権を獲得。その後、タイラー・ベイトを破り王座に輝く。9月17日、ノーム・ダーを破った。10月15日、4人の男子タッグマッチでピート・ダンとチームを組み、勝利。その後、出演が減少。
2021年1月にブランドに復帰。5月6日、デイブ・マスティフと対戦するも、マスティフが鼻を骨折したため試合は中止。
6月3日、シングル戦でダーを破った。6月24日、トリプルスレットマッチでコフィーとブラウンを破り、NXT UK王座の挑戦権を獲得。8月17日、ロデリック・ストロングに勝利。8月22日、NXT テイクオーバー 36でサブミッションでウォルターを破り、チャンピオンシップを獲得。その後A-キッドを破り、 NXT UK王座を保持した。2022年1月27日、ジョーダン・デブリンに対してタイトルを保持。その後、ロデリック・ストロングに対してもタイトルを保持。再び、デブリンとのチャンピオン戦でタイトルを保持。だが怪我により、2022年7月7日にタイトルを返上した。

### NXT
9月20日復帰し、ドラグノフ、ブロン・ブレイカー、JDマクドナーのNXT王座戦がハロウィン・ハボックにて開かれることが決定。タイトルを獲得することはできなかった。10月25日マクドナーと対戦したが、クロスフェイスにより鼻か出血し、レフェリーストップ負け。その後、担架で運ばれる。2月24日に復活し、JDマクドナーとのチャレンジを希望。2月21日、トリック・ウィリアムスとの復活戦では勝利を収める。3月21日、マクドナーとの試合でドラゴン・リーとウェス・リーの攻撃により試合は中止。この試合により、4月1日のNXTスタンド & デリバーでのNXT北米王座戦のラダーマッチへの出場が決定。

## 獲得タイトル
NSW
- NSWヨーロッパ王座 : 1回

wXw
- wXwユニファイド・ワールド・レスリング王座 : 1回
- wXw世界タッグチーム王座 : 3回（w / ロバート・ドライスカー
ダーティ・ドラガン、ジュリアン・ネロ
ワルター
- wXwショットガン王座 : 1回
- インターナショナル・タッグチーム・トーナメント (2018)（w /アバランチ
- 16カラット ゴールド トーナメント (2017)
- ミッテルドイチュラント・カップ (2013)
- wXwショットガン王座トーナメント (2013)

WWE
- NXT・ユナイテッドキングダム王座
- NXT王座

## 入場曲
- Czar's Horseman 現在使用中
- Comrades of The Red Army
- Soviet March